# Camarès
Camarès é uma comuna francesa na região administrativa de Occitânia, no departamento de Aveyron. Estende-se por uma área de 41,86 km². Em 2010 a comuna tinha 1 066 habitantes (densidade: 25,5 hab./km²).